# Maximilian Reinelt
Maximilian Reinelt (født 24. august 1988 i Ulm, død 9. februar 2019 i St. Moritz, Schweiz) var en tysk roer, som havde sine største resultater i otteren. 
Både som junior- og U/23-roer var Reinelt med i toppen og vandt flere VM-medaljer. Som senior kom han med i den succesrige tyske otter, og her vandt han sin første internationale titel med EM-guldet i 2010. Samme år var han med til at vinde VM-guld, hvilket gentog sig året efter.
Han var igen med for Tyskland ved OL 2012 i London, hvor tyskerne var store favoritter som verdensmestre de seneste tre år. De vandt også problemfrit deres indledende heat, og i finalen tog de spidsen fra starten og holdt den, skønt de øvrige både pressede godt på, især Canada, der vandt sølv, og Storbritannien på tredjepladsen.
I 2013 var han med til at vinde VM-sølv, hvorpå han i 2014 var med til at blive europamester og VM-sølvvinder, stadig i otteren, hvilket gentog sig i 2015, og i 2016 blev de igen europamestre. De var derfor igen – sammen med Storbritannien – blandt de store favoritter ved OL 2016 i Rio de Janeiro. De to favoritter vandt planmæssigt de to indledende heats, og i finalen viste briterne sig at være bedst. De vandt med over et sekunds forspring, mens tyskerne fik sølv foran hollænderne på tredjepladsen.
Han indstillede sin karriere efter OL 2016 og blev holdlæge ved den tyske roforbund. I 2019 kollapserede han på en langrendstur under en skiferie i Schweiz og døde kun 30 år gammel.